# Bisbat de Luçon

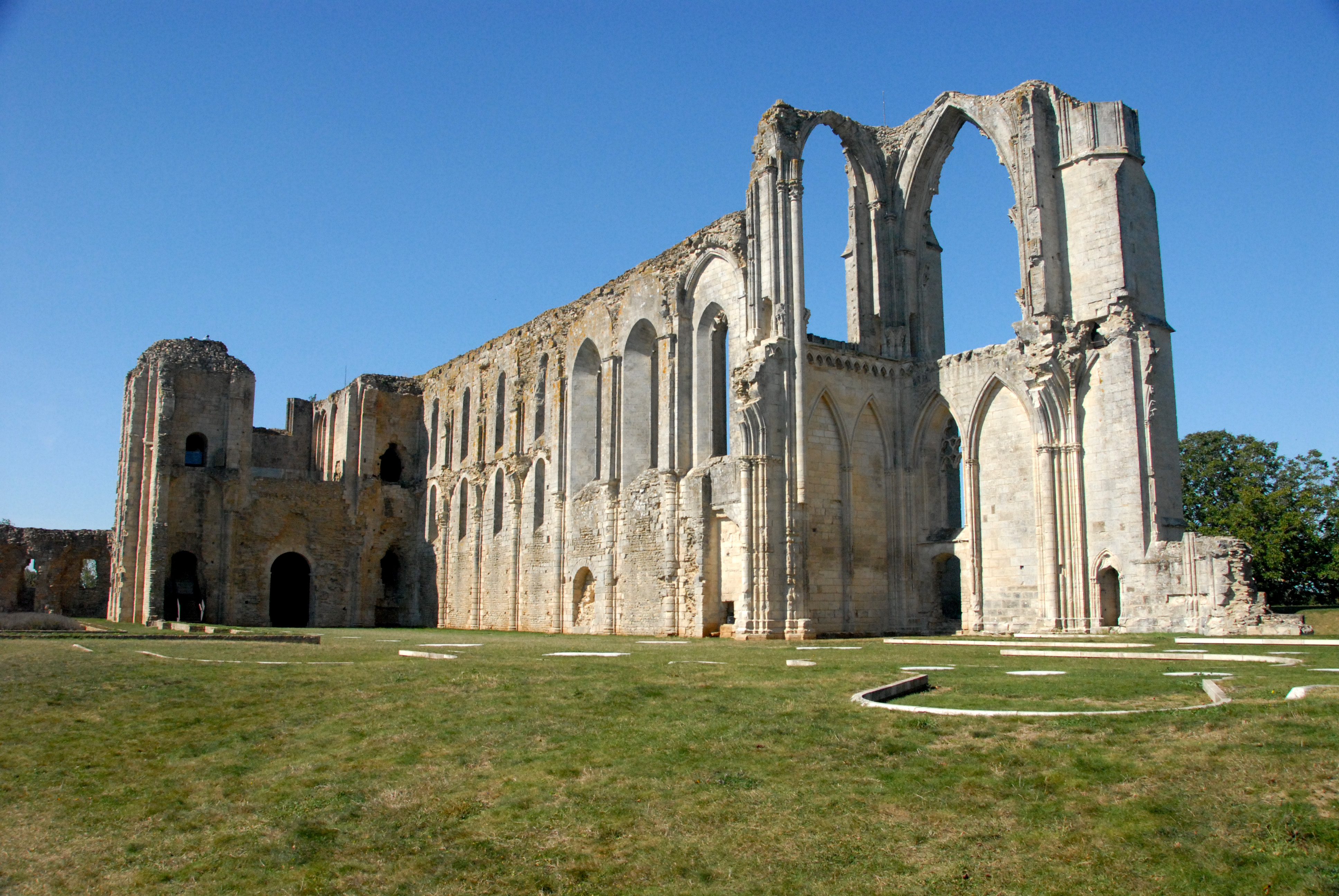
Runes de l'antiga catedral de Sant Pere a Maillezais.

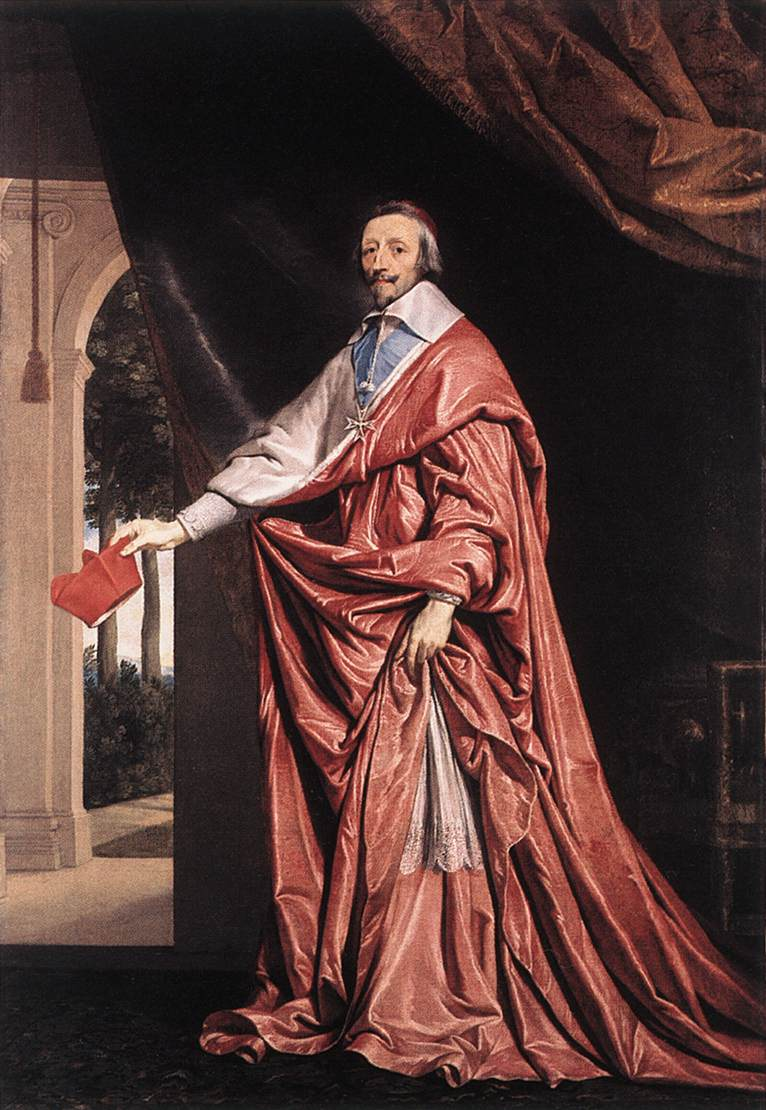
El cardenal Richelieu, bisbe de Luçon del 1606 al 1624.

El bisbat de Luçon (francès: Diocèse de Luçon, llatí: Dioecesis Lucionensis) és una seu de l'Església Catòlica a França, sufragània de l'arquebisbat de Rennes. Al 2016 tenia 529.214 batejats sobre una població de 651.627 habitants. Actualment està regida pel bisbe François Jacolin, M.D.P.

## Territori
La diòcesi comprèn el departament francès de la Vendée
La seu episcopal és la ciutat de Luçon, on es troba la catedral de Nostra Senyora. A Maillezais es troben les restes de l'abadia de sant Pere, antiga catedral del bisbat de Maillezais, seu original dels bisbes de l'actual bisbat de La Rochelle.
El territori s'estén sobre 7.016 km². Després de la reorganització del territori diocesà, el nombre de parròquies, que encara era superior a les 300 a finals del segle xx, es va reduir a principis del tercer mil·lenni a 59, dividides en 13 deganats, que al seu torn s'agrupen en quatre zones pastorals.

## Història
Al segle vii, sant Filibert de Tournus fundà un monestir a Luçon, que porta el nom de Sant Filibert o Santa Maria Lucionensis. La ciutat formava part de la diòcesi de Poitiers, una de les més grans de França, que abastava gairebé enterament el Poitou fins a l'oceà Atlàntic.
Al segle xiv, el papa Joan XXII va decidir desmembrar la diòcesi de Poitiers i erigir dues noves diòcesis. La diòcesi de Luçon, juntament amb la de Maillezais, van ser establerts el 13 d'agost de 1317 amb la butlla Salvator noster, amb territori desmembrat de la part occidental de la diòcesi de Poitiers. L'església abacial de San Filibert es va erigir com a catedral, que es va convertir en sufragània de l'arxidiòcesi de Bordeus. El primer bisbe va ser Pierre de la Veyrie, darrer abat de Sant Filibert.
El 30 d'abril de 1562 Luçon va ser envaït pels hugonots, que van destruir els altars i les venerades imatges a la catedral i en altres esglésies de la ciutat.
De Dal 1606 al 1624 el futur primer ministre i cardenal Richelieu; va ser bisbe de Luçon; va ser responsable de l'establiment del seminari diocesà el 1612.
De 1793 al 1796 la diòcesi va ser devastada per la revolta de La Vendée.
Després del concordat amb la butlla Qui Christi Domini del Papa Pius VII del 29 de novembre de 1801 la diòcesi va ser suprimida i el seu territori va ser incorporat a la diòcesi de La Rochelle.
Un nou concordat, estipulat el juny de 1817, preveia el restabliment de la diòcesi. Però aquest concordat mai no va entrar en vigor, ja que no va ser ratificat pel Parlament de París .
El 6 d'octubre de 1822 la diòcesi va ser finalment restaurada en virtut de la butlla Paternae charitatis del Papa Pius VII, recuperant el territori de la diòcesi de la Rochelle. L'antiga seu de Maillezais es trobava dins dels límits de la nova seu restaurada.
Durant el segle xix, la Vendée va veure l'aparició de diverses noves congregacions religioses; entre aquestes les Ursulines de Jesús, les Filles de la Santíssima Mare de Déu de França i les Germanes dels Sagrats Cors de Jesús i Maria. També va néixer a la diòcesi, sant Pierre-Henri Dorie, missioner a Corea, decapitat a Seül el 1866. A Saint-Laurent-sur-Sèvre es troba la tomba de sant Louis-Marie Grignion de Montfort.
El 8 de desembre de 2002, amb la reorganització de les circumscripcions eclesiàstiques franceses, la diòcesi de Luçon va passar a formar part de la província eclesiàstica de l'arxidiòcesi de Rennes.

## Cronologia episcopal
- Pierre de La Veyrie, O.S.B. † (13 d'agost de 1317 - 12 de novembre de 1333 mort)
- Renaud de Thouars, O.S.B.Clun. † (16 de maig de 1334 - 12 o 18 de març de 1354 mort)
- Jean † (5 de maig de 1354 - 21 de novembre de 1354 nomenat bisbe d'Elna)
- Guy de Faye, C.R.S.A. † (21 de novembre de 1354 - 20 de febrer de 1359 nomenat bisbe de Maillezais)
- Guillaume de La Rochefoucauld † (24 de maig de 1359 - 27 de gener de 1387 mort)
- Étienne Loypeau † (27 de gener de 1388 - 13 de setembre de 1407 mort)
  - Martin Goyon † (14 de desembre de 1407 - 10 de març de 1408 nomenat bisbe de Chartres) (bisbe electe)
- Germain Paillard † (14 de desembre de 1407 - d'octubre de 1418 mort)
- Elias Martineau, O.S.B. † (5 de desembre de 1418 - 28 de juny de 1424 nomenat arquebisbe titular de Mira)
- Guillaume de Goyon † (28 de juny de 1424 - 26 de març de 1431 mort)
- Jean Fleury, O.Cist. † (13 de juliol de 1431 - 17 d'octubre de 1441 mort)
- Nicolas Cœur † (31 de gener de 1442 - 1 d'octubre de 1451 mort)
- André de La Roche, O.S.B. † (1451 - 26 d'agost de 1462 renuncià)
- Nicolas Boutault † (26 d'agost de 1462 - 27 de desembre de 1490 mort)
- Pierre de Sacierges † (31 de gener de 1491 - 9 de setembre de 1514 mort)
- Ladislas du Fau † (8 de gener de 1515 - abril de 1523 mort)
  - Jean de Lorena † (14 de desembre de 1523 - 11 de gener de 1524 renuncià) (administrador apostòlic)
  - Louis de Bourbon-Vendôme † (11 de gener de 1524 - 27 de març de 1527 renuncià) (administrador apostòlic)
- Milon d'Illiers † (27 de març de 1527 - 13 d'abril de 1552 renuncià)
  - René de Daillon du Lude † (13 de setembre de 1553 - 1562 renuncià) (bisbe electe)
- Jean-Baptiste Tiercelin † (16 de desembre de 1562 - 1578 renuncià)
- René de Salla, C.R.S.A. † (15 d'octubre de 1578 - 18 d'abril de 1584 mort)
- Jacques du Plessis de Richelieu † (5 de novembre de 1586 - de juny de 1592 mort)
  - Sede vacante (1592-1606)
  - François Yver † (17 de març de 1599 - 1600 mort) (bisbe electe)
- Armand-Jean du Plessis de Richelieu † (18 de desembre de 1606 - 29 d'abril de 1624 renuncià)
- Aimeric de Bragelone † (29 d'abril de 1624 - 1635 renuncià)
- Pierre Nivelle † (22 de setembre de 1637 - 10 o 11 de febrer de 1661 mort)
- Nicolas de Colbert † (30 de maig de 1661 - 16 de juliol de 1671 nomenat bisbe d'Auxerre)
- Henri de Barillon † (8 de febrer de 1672 - 7 de maig de 1699 mort)
- Jean-François de Valderies de Lescure † (5 d'octubre de 1699 - 23 de maig de 1723 mort)
- Michel-Celse-Roger de Rabutin de Bussy † (12 de gener de 1724 - 3 de novembre de 1736 mort)
- Guillaume-Samuel de Verthamon de Chavagnac † (16 de desembre de 1737 - 1 de novembre de 1758 mort)
- Claude-Antoine-François-Jacquemet Gaultier d'Ancyse † (4 d'abril de 1759 - 27 d'octubre de 1775 mort)
- Marie-Charles-Isidore de Mercy † (29 de gener de 1776 - 24 d'octubre de 1801 renuncià)
  - Seu suprimida (1801-1821)
- René-François Soyer † (24 de setembre de 1821 - 5 de maig de 1845 mort)
- Jacques-Marie-Joseph Baillès † (24 de novembre de 1845 - 2 de març de 1856 renuncià)
- François-Augustin Delamare † (16 de juny de 1856 - 18 de març de 1861 nomenat arquebisbe d'Auch)
- Charles-Théodore Colet † (22 de juliol de 1861 - 21 de desembre de 1874 nomenat arquebisbe de Tours)
- Jules François Lecoq † (15 de març de 1875 - 20 d'agost de 1877 nomenat bisbe de Nantes)
- Clovis-Nicolas-Joseph Catteau † (21 de setembre de 1877 - 28 de novembre de 1915 mort)
- Gustave-Lazare Garnier † (27 de maig de 1916 - 30 de gener de 1940 mort)
- Antoine-Marie Cazaux † (11 d'octubre de 1941 - 4 de juliol de 1967 renuncià)
- Charles-Auguste-Marie Paty † (4 de juliol de 1967 - 25 de març de 1991 jubilat)
- François Charles Garnier (25 de març de 1991 - 7 de desembre de 2000 nomenat arquebisbe de Cambrai)
- Michel Léon Émile Santier (19 de juny de 2001 - 4 de setembre de 2007 nomenat bisbe de Créteil)
- Alain Castet (14 d'abril de 2008 - 12 d'octubre de 2017 renuncià)
- François Jacolin, M.D.P., des del 29 de maig de 2018

## Estadístiques
A finals del 2016, la diòcesi tenia 529.214 batejats sobre una població de 651.627 persones, equivalent al 81,2% del total.
| any  | població | població | població | sacerdots | sacerdots       | sacerdots       | sacerdots             | diaques | religiosos | religiosos | parròquies |
| ---- | -------- | -------- | -------- | --------- | --------------- | --------------- | --------------------- | ------- | ---------- | ---------- | ---------- |
| any  | batejats | total    | %        | total     | clergat secular | clergat regular | batejats por sacerdot | diaques | homes      | dones      |            |
| 1950 | 392.000  | 400.000  | 98,0     | 736       | 611             | 125             | 532                   |         | 165        | 950        | 304        |
| 1970 | 400.000  | 421.250  | 95,0     | 810       | 617             | 193             | 493                   |         | 425        | 2.408      | 305        |
| 1980 | 411.400  | 455.600  | 90,3     | 664       | 594             | 70              | 619                   |         | 228        | 2.121      | 307        |
| 1990 | 470.000  | 510.000  | 92,2     | 560       | 494             | 66              | 839                   | 4       | 195        | 1.643      | 307        |
| 1999 | 480.000  | 509.300  | 94,2     | 484       | 419             | 65              | 991                   | 24      | 159        | 1.377      | 59         |
| 2000 | 505.000  | 539.000  | 93,7     | 468       | 409             | 59              | 1.079                 | 26      | 151        | 1.330      | 59         |
| 2001 | 500.000  | 539.664  | 92,7     | 498       | 409             | 89              | 1.004                 | 25      | 162        | 1.286      | 59         |
| 2002 | 505.000  | 539.664  | 93,6     | 483       | 393             | 90              | 1.045                 | 27      | 162        | 1.279      | 59         |
| 2003 | 505.000  | 539.664  | 93,6     | 475       | 388             | 87              | 1.063                 | 28      | 154        | 1.221      | 59         |
| 2004 | 505.000  | 539.664  | 93,6     | 435       | 377             | 58              | 1.160                 | 30      | 123        | 1.181      | 59         |
| 2013 | 522.800  | 614.000  | 85,1     | 329       | 241             | 88              | 1.589                 | 42      | 140        | 886        | 59         |
| 2016 | 529.214  | 651.627  | 81,2     | 310       | 232             | 78              | 1.707                 | 52      | 134        | 768        | 59         |